# Trollfest
Trollfest (auch TrollfesT) ist eine norwegische Folk-Metal-Band.

## Geschichte

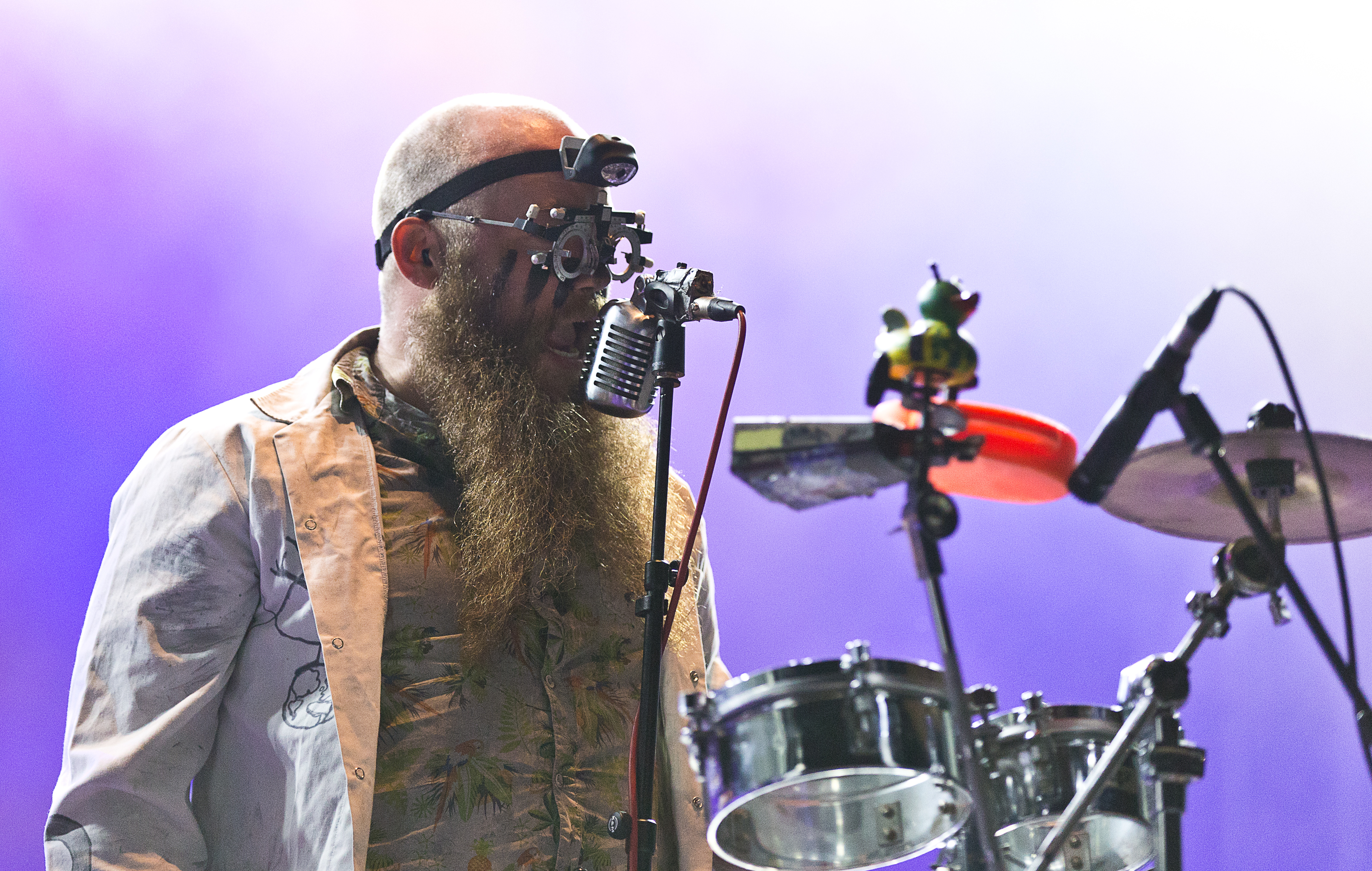
Jostein „Trollmannen“ Austvik auf dem Rockharz 2015 in Ballenstedt.

Jostein „Trollmannen“ Austvik und John Espen „Mr.Seidel“ Sagstad kannten sich bereits seit früher Kindheit. Nachdem der Kontakt irgendwann abbrach, trafen sie sich nach ihrer Schulzeit in Oslo wieder, wo Sagstad studierte. Zusammen mit Sagstads Mitstudenten Martin „PsychoTroll“ Storm-Olsen und Eirik „TrollBank“ Renton wurde Trollfest schließlich spontan auf einer Feier gegründet. Das erste fertiggestellte Lied war „Drekka Konkurranse“.
Die Band veröffentlichte ihr erstes Album „Willkommen Folk Tell Drekka Fest“ am 15. März 2005 beim deutschen Label Solistitium Records. Der deutsche Name des Albums lautet „Willkommen Leute zum Trinkfest“. Das zweite Album „Brakebein“ erschien am 24. Mai 2006 ebenfalls bei Solistitium, das sich mittlerweile allerdings in Omvina umbenannt hatte. Bei Brakebein handelt es sich um ein Konzeptalbum, das sich ganz der Jagd Brakebeins nach Bier widmet. Ihren ersten Live-Auftritt hatte die Band 2007 auf dem „Barther Metal Openair“ in Deutschland.
Das dritte Album „Villanden“ wurde am 9. Januar 2009 über das deutsche Label Twilight Vertrieb veröffentlicht. Es folgte die Ep Uraltes Elemente, nach der die Zusammenarbeit mit Twilight beendet wurde.
Im Januar 2011 unterzeichnete Trollfest einen Plattenvertrag mit NoiseArt Records. Das vierte Studioalbum, „En kvest for den hellige gral“, erschien am 22. April 2011.
Anfangs nur als Spaß- und Nebenprojekt der Musiker gegründet, entwickelte sich Trollfest im Laufe der letzten Jahre zur Hauptband.
2022 nehmen sie am Melodi Grand Prix 2022, dem norwegischen Vorentscheid zum Eurovision Song Contest 2022, teil.

## Stil

### Musik
Inspiriert von der finnischen Band Finntroll, wurde ein eigener Stil entwickelt, der auf viele Genres zurückgreift, wie beispielsweise Humppa, Tango, Reggae, Walzer und Ska. Trollfest greifen im Gegensatz zu Finntroll nicht auf Synthesizer, sondern auf echte Folk-Instrumente wie Akustikgitarre, Akkordeon, Trompete, Fidel, Mandoline und Banjo zurück. Der Musikstil Trollfests lässt sich am ehesten als Folk Metal beschreiben, weist aber Einflüsse aus nahezu allen Stilarten des Metals auf und kann aufgrund der humorvollen Texte auch dem Fun Metal zugeordnet werden.
Insbesondere auf den Alben Villanden und En kvest for den hellige gral steht vor allem die Bulgarische Folklore im Vordergrund.

### Texte
Die Liedertexte sind humorvoll und in der fiktiven Sprache der Trolle – Trollspråk – geschrieben, einem Sprachmix aus diversen skandinavischen Sprachen (vor allem norwegisch) und deutsch. Sie handeln laut Ex-Bassist PsychoTroll in erster Linie von feiernden und trinkenden Trollen, die gerne auch Priester oder andere Menschen, insbesondere deren „fette“ Frauen, verspeisen oder um einen freien Platz zum Feiern kämpfen.
Die Idee zur Trollspråk entwickelte sich eher zufällig. In den Anfangstagen beschloss die Band, auf Deutsch singen zu wollen, weil es sich so „grimmig“ (overgrimt) anhört. Da aber keines der Bandmitglieder wirklich die deutsche Sprache beherrschte, fing man an, die Texte relativ frei von deutscher Grammatik zu schreiben und fehlende deutsche Wörter durch norwegische zu ersetzen. Dass die Texte dadurch oftmals nur einen sehr oberflächlichen und nichtssagenden Charakter haben, ist nach der Meinung Trollmannens nicht weiter von Bedeutung, da für ihn bei einem Lied die Musik mehr zählt als der Text.
Das Album Norwegian Fairytales ist auf Norwegisch und orientiert sich an norwegische Sagen und Mythen.

## Diskografie
- 2004: Trollfest (Demo, CD, Eigenvertrieb)
- 2005: Willkommen Folk Tell Drekka Fest (Album, CD, Solistitium Records)
- 2006: Brakebein (Album, CD, Omvina)
- 2009: Villanden (Album, CD, Twilight)
- 2009: Uraltes Elemente EP (EP, CD, Twilight)
- 2011: En kvest for den hellige gral (Album, CD, NoiseArt Records / Edel)
- 2012: Brumlebassen (Album, CD, NoiseArt Records / Edel)
- 2013: A Decade of Drekkadence (Kompilation, LP, Eigenvertrieb)
- 2014: Kaptein Kaos (Album, CD+DVD/LP, NoiseArt Records / Edel)
- 2017: Helluva (Album, CD/LP, NoiseArt Records / Edel)
- 2019: Norwegian Fairytales (Album, CD/LP, Napalm Records)
- 2020: Happy Heroes (EP, LP, Napalm Records)
- 2022: Flamingo Overlord (Album, CD/LP, Napalm Records)

## Galerie

Trollfest, Line-Up at Rockharz Open Air 2018
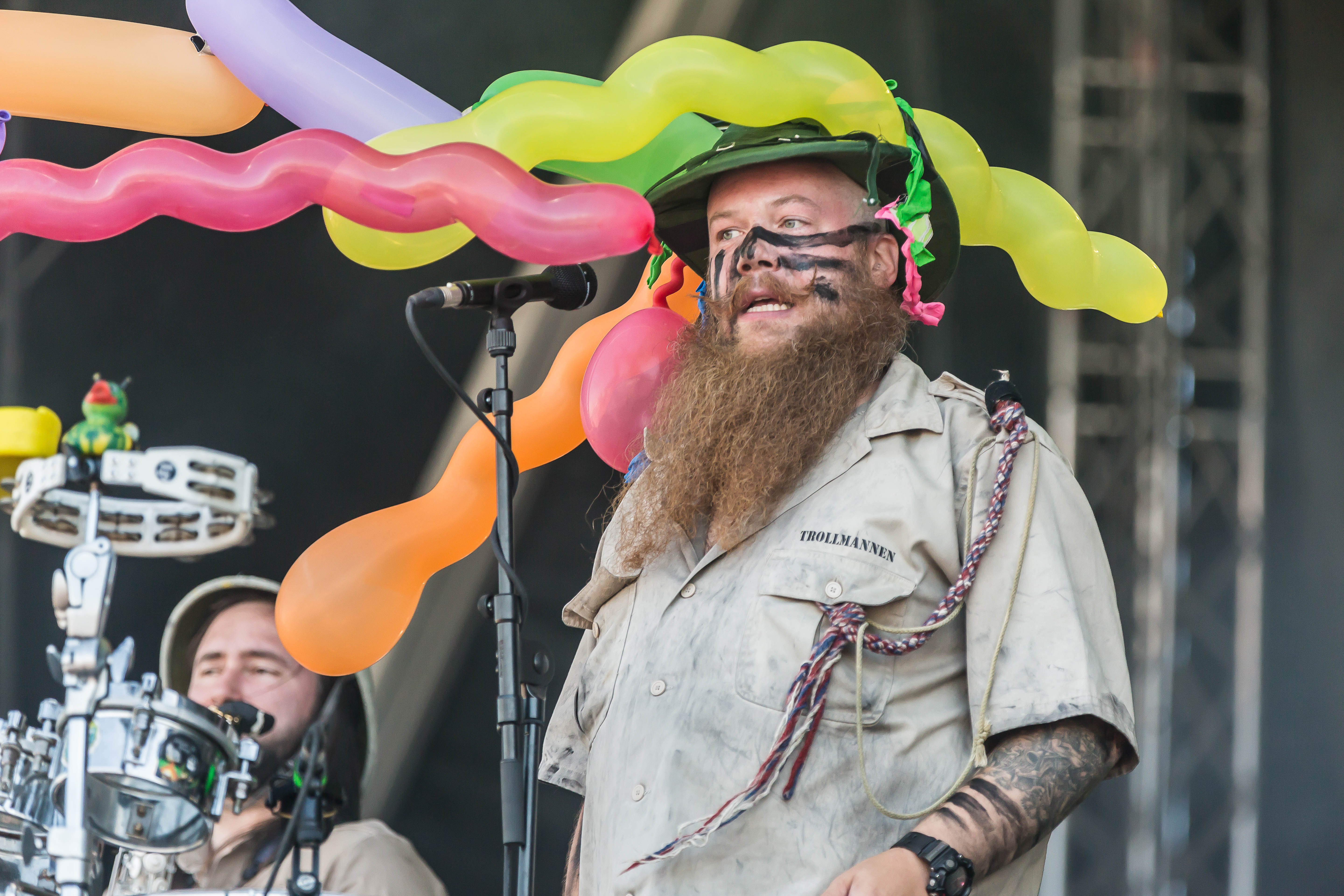
Sänger Jostein „Trollmannen“ Austvik
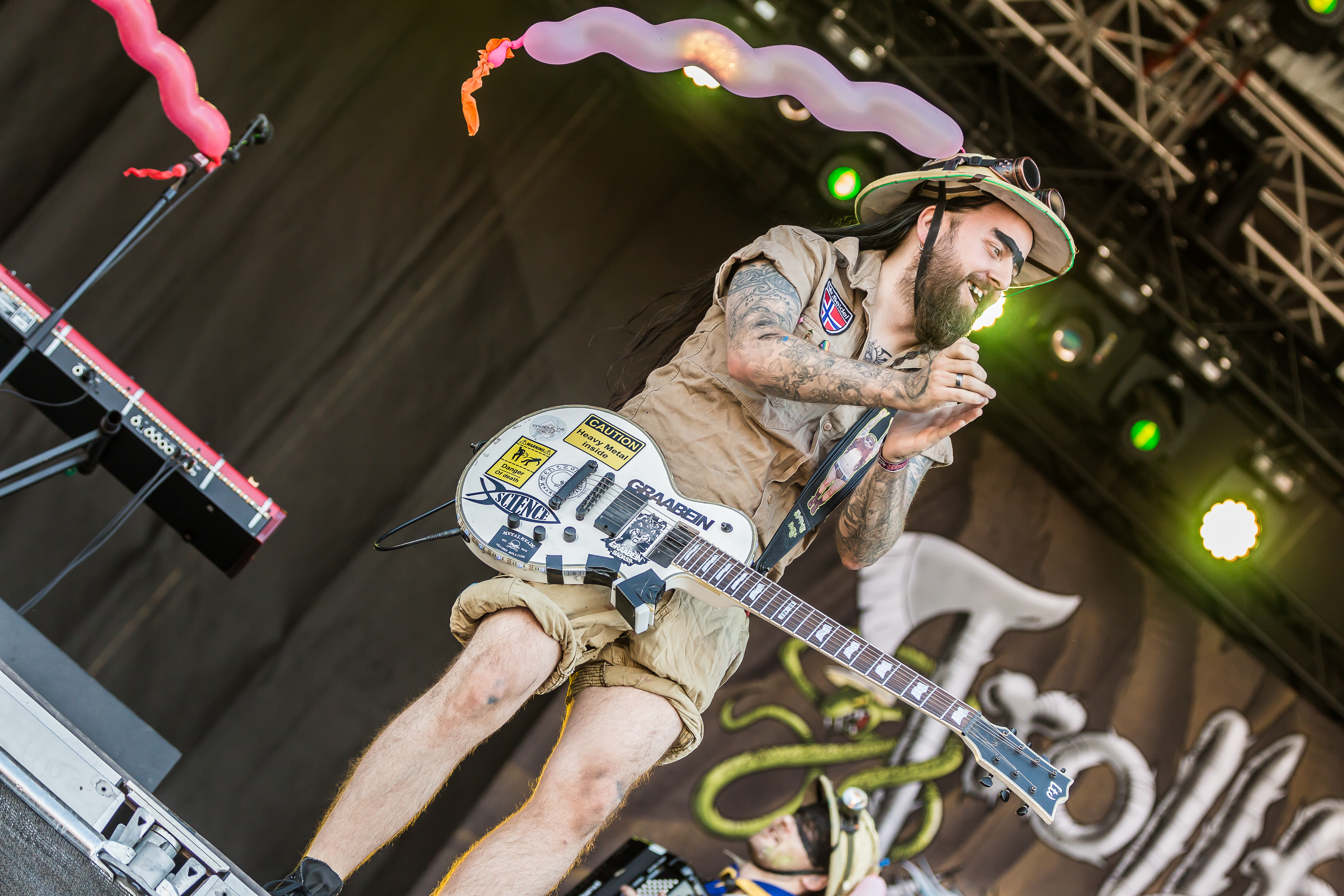
Gitarrist John Espen „Mr.Seidel“ Sagstad
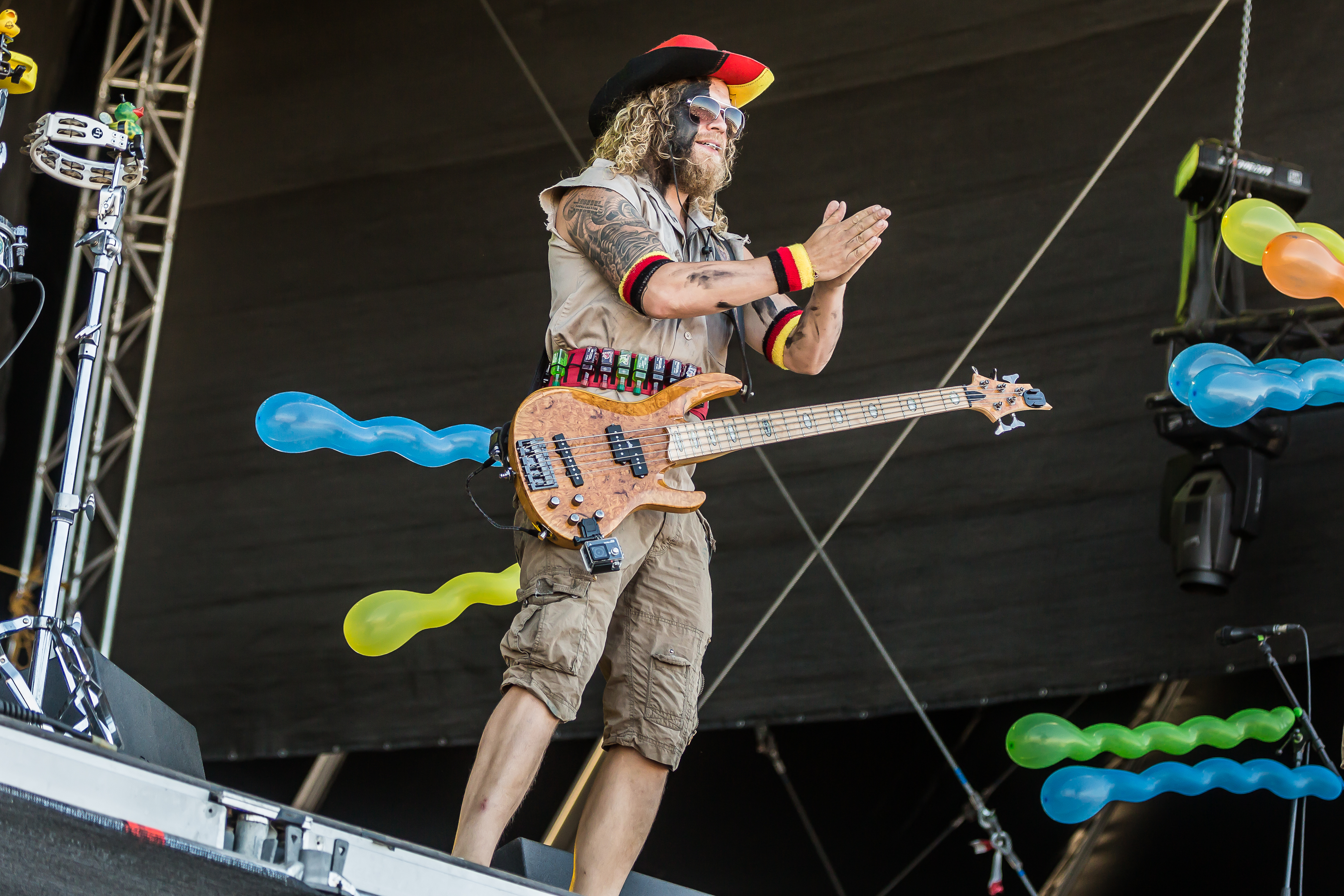
Bassist Øyvind Bolt Strönen „Lodd Bolt“ Johannesen
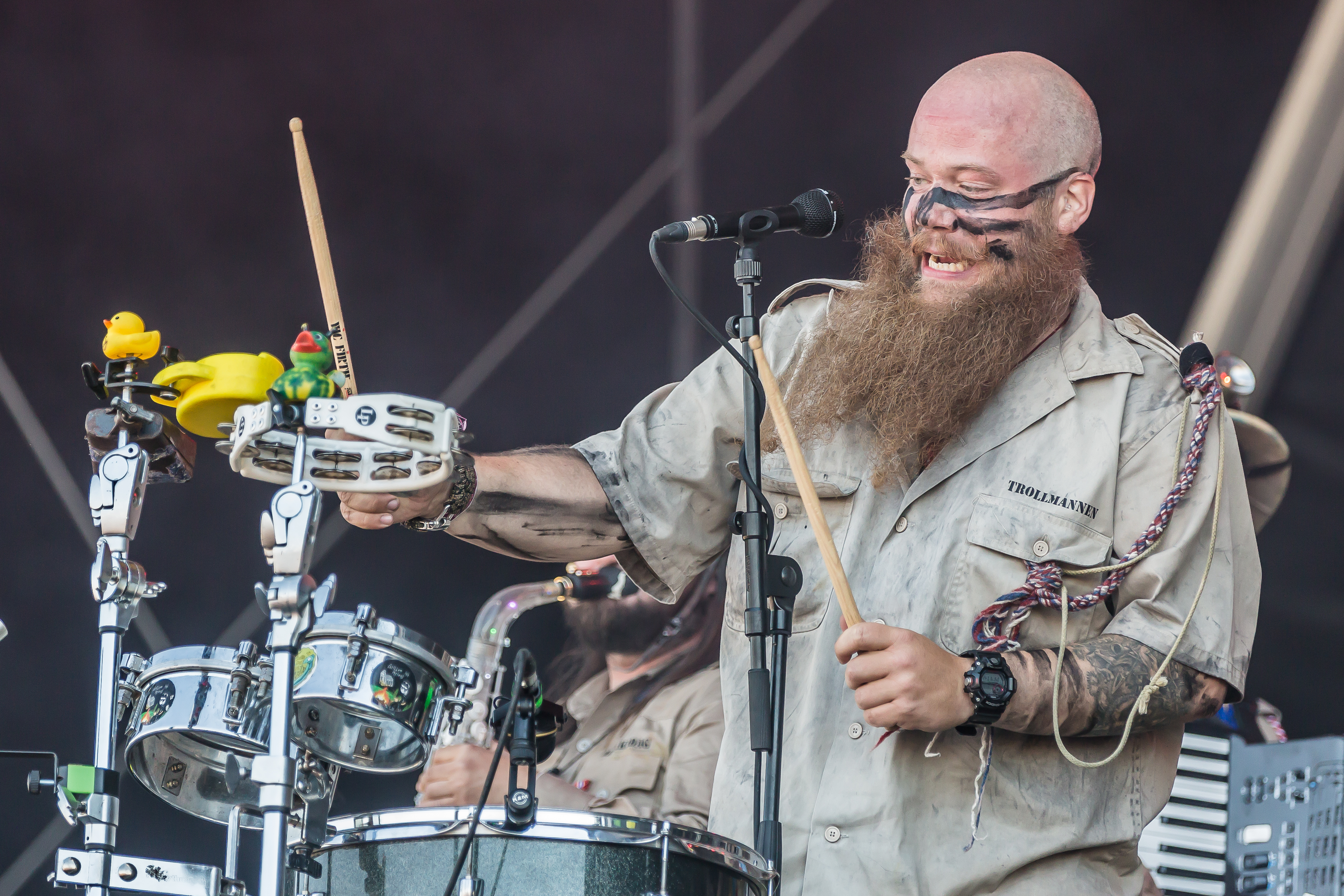
Jostein „Trollmannen“ Austvik
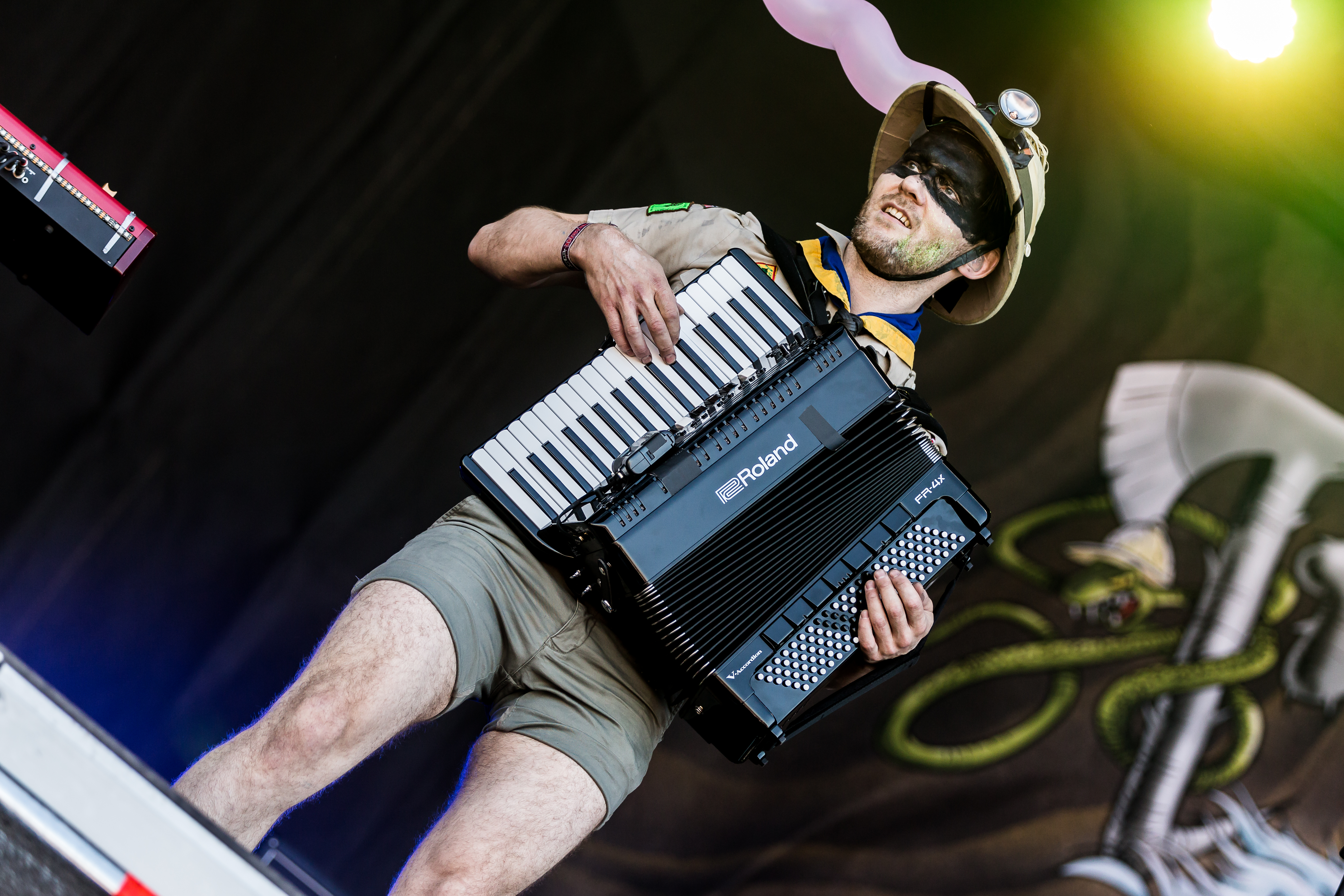
Akkordeon Kai „Fjernkontrollet“ Renton
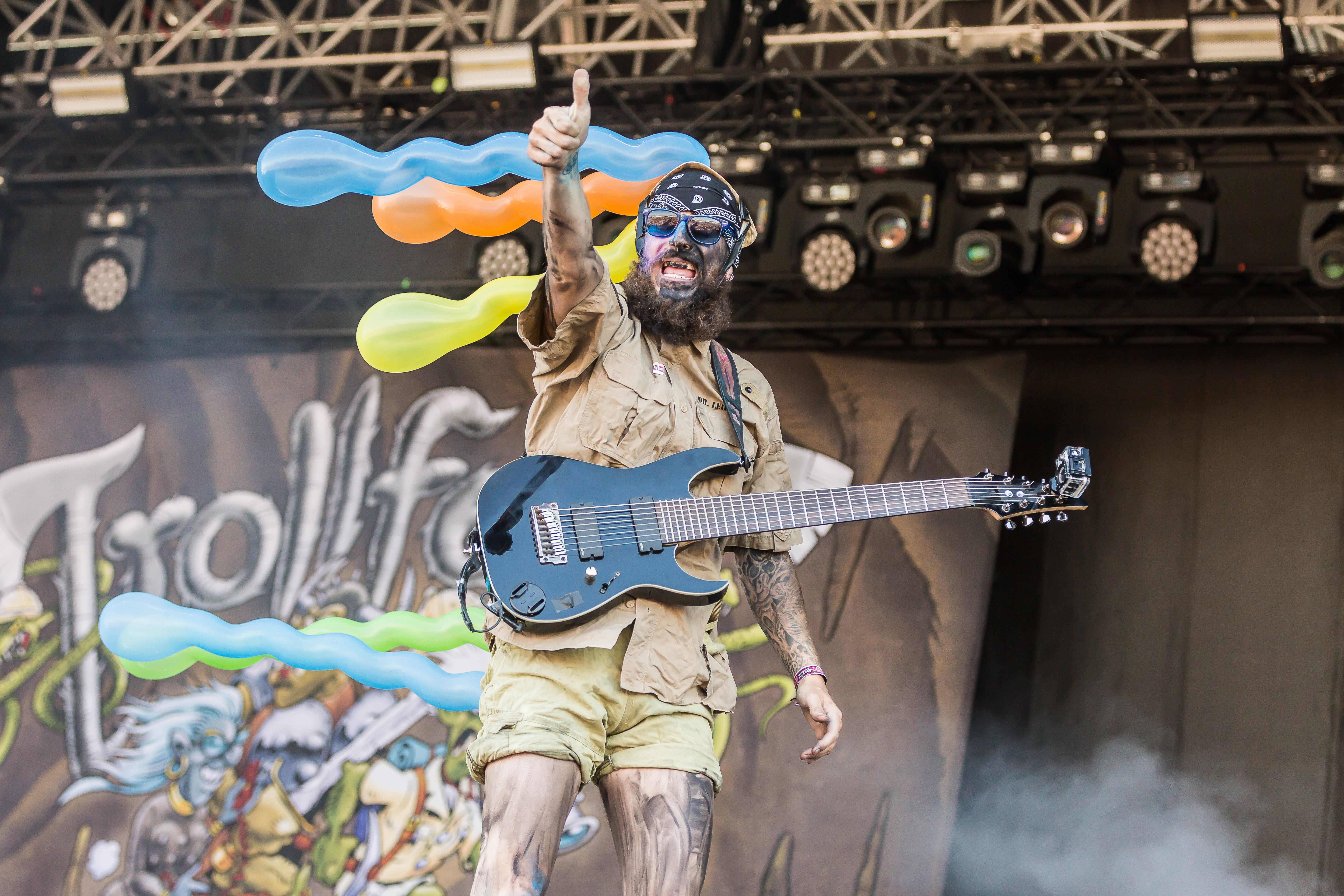
Gitarrist Leif „Dr. Leif Kjønnsfleis“ Kjønnsfleis
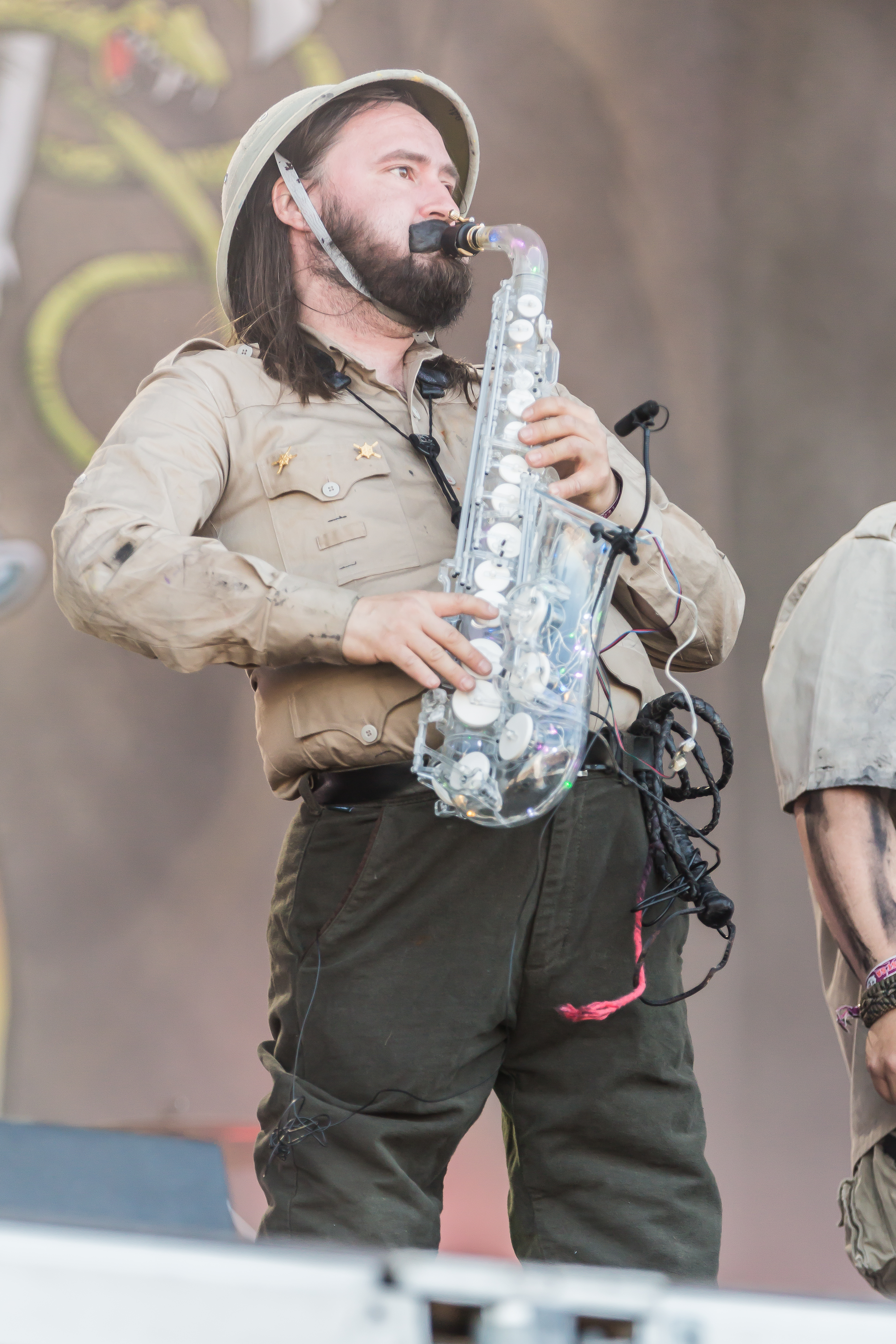
Saxophonist Dag „DrekkaDag“ Stiberg